# Clea DuVall
Clea Helen D'Etienne DuVall (Los Angeles, 25 september 1977) is een Amerikaanse actrice. Ze won in 2012 een Screen Actors Guild Award samen met de gehele cast van de historische dramafilm Argo. Eerder werd ze genomineerd voor onder meer een Satellite Award voor haar rol als Linda Kasabian in de televisiefilm Helter Skelter (2004). DuVall maakte in december 1996 haar acteerdebuut met een eenmalig rolletje in de televisieserie Dangerous Minds. Nog diezelfde maand was ze ook voor het eerst te zien op het witte doek, als Kelsey in de horror-thriller Little Witches.

## Filmografie
*Exclusief 5+ televisiefilms
| - In Security (2013) - Argo (2012) - Conviction (2010) - The Killing Room (2009) - Passengers (2008) - Anamorph (2007) - Ten Inch Hero (2007) - Zodiac (2007) - Itty Bitty Titty Committee (2007) - Two Weeks (2006) - Champions (2006) - The Grudge (2004) - 21 Grams (2003) - Identity (2003) - The Slaughter Rule (2002) - Thirteen Conversations About One Thing (2001) - Ghosts of Mars (2001) | - See Jane Run (2001) - Committed (2000) - Girl, Interrupted (1999) - But I'm a Cheerleader (1999) - The Astronaut's Wife (1999) - Sleeping Beauties (1999, kortfilm) - Wildflowers (1999) - She's All That (1999) - A Slipping-Down Life (1999) - The Faculty (1998) - Can't Hardly Wait (1998) - Girl (1998) - How to Make the Cruelest Month (1998) - Life During Wartime (1997) - Niagara, Niagara (1997) - Little Witches (1996) |

## Televisieseries
*Exclusief eenmalige gastrollen
- The First Lady - Malvina Thompson (2022, acht afleveringen)
- Better Call Saul - Dr. Lara Cruz (2015-2017, drie afleveringen)
- American Horror Story - Wendy Peyser (2012-2013, vijf afleveringen)
- The Event - Maya (2010-2011, drie afleveringen)
- Virtuality - Sue Parsons (2009)
- Grey's Anatomy - Jennifer Robinson (2008, twee afleveringen)
- Heroes - FBI agent Audrey Hanson (2006-2007, zeven afleveringen)
- Carnivàle - Sofie (2003-2005, 24 afleveringen)
- The Fugitive - Lynette Hennessy (2001, twee afleveringen)
- Popular - Wanda Rickets (2000, twee afleveringen)
- ER - Katie Reed (1997, twee afleveringen)

- Bibliothèque nationale de France: cb140401286 (data)
- Catàleg d'autoritats de noms i títols de Catalunya: 981058522308306706
- Gemeinsame Normdatei: 131608576
- International Standard Name Identifier: 0000 0001 1443 5919
- Library of Congress Control Number: n00113767
- Nationale Bibliotheek van Israël: 987007454866005171
- Nationale Bibliotheek van Polen: a0000001631849
- Virtual International Authority File: 49423965
- WorldCat: E39PBJr7Rv9FxBGFp8FB4DVwG3